# Schloss Kirchentellinsfurt

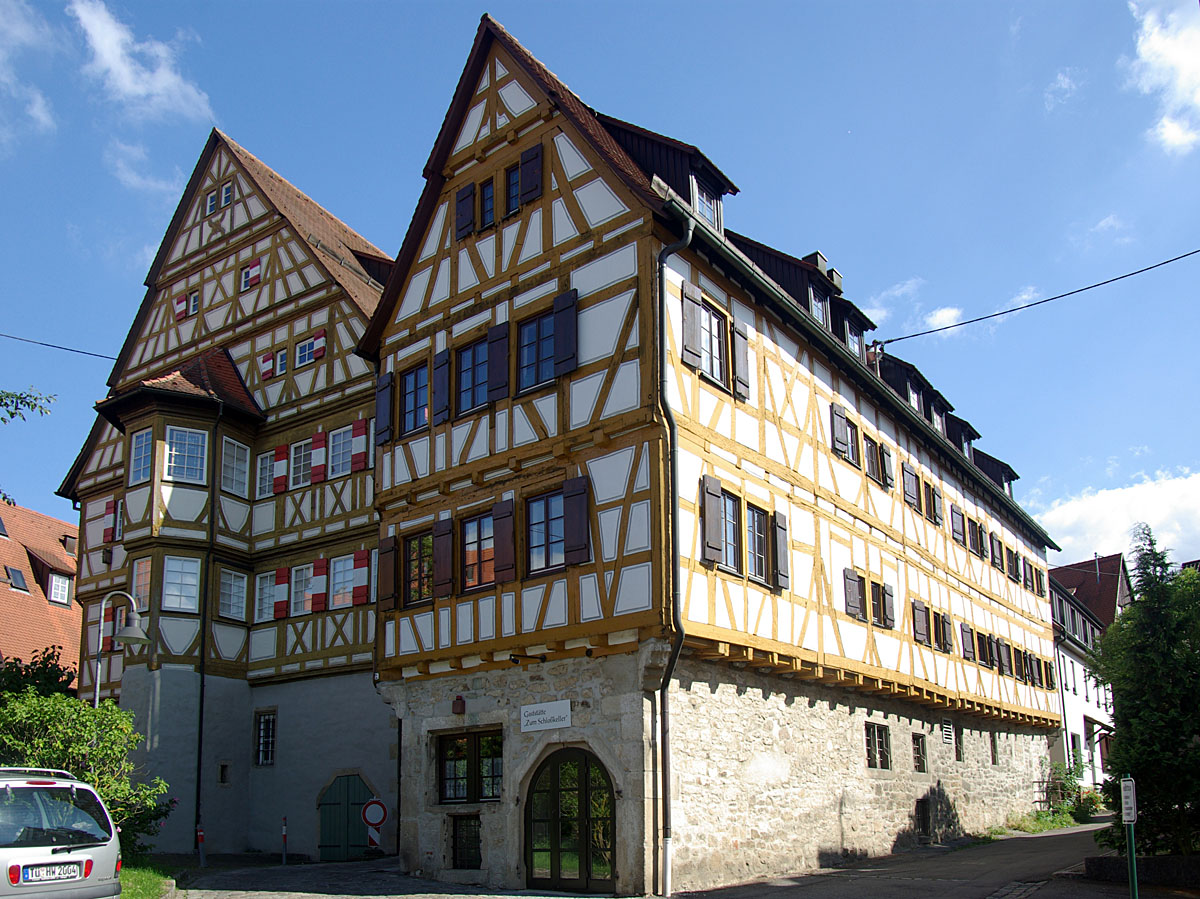
Schloss Kirchentellinsfurt

Das Schloss Kirchentellinsfurt ist ein historisches Bauwerk in Kirchentellinsfurt im Landkreis Tübingen in Baden-Württemberg.

## Geschichte
Der Baubeginn des Schlosses unter Hans Jakob Widmann von Mühringen war um das Jahr 1560, aber erst 1586 wird es als „Schloss“ erstmals schriftlich erwähnt. Peter Imhof erhielt das Schloss und die Schlossgüter nach dem Verkauf des Dorfes und Schlosses an Württemberg. Er errichtete in der zweiten Bauphase die heute noch zu sehenden Gebäude.
Nach Imhofs Tod wurde das Schloss auf dessen beide Söhne aufgeteilt. Sowohl etagenweise, längs als auch quer. Der Rittersaal gehörte beiden Söhnen zu ungleichen Teilen. Dadurch kam es zu Streitereien, so dass die Erben offenbar nicht einmal mehr denselben Eingang benutzen wollten. Das rechteckige Fenster des Rittersaals war früher eine Tür, und die Inschrift darauf heißt: „1727 TM für Tochtermann IFI für Jacob Friedrich Imhof“. Das Gebäude wurde schließlich 1777 an sechs Bürger verkauft. Von 1984 bis 1988 wurde das Schloss von der Gemeinde renoviert.

## Museum
Seit 1989 gibt es eine öffentlich zugängliche kulturgeschichtliche Sammlung im Schloss. Sie zeigt die Sammlung und Schenkung Walter Tiedemanns (* 1914; † 1989) und gibt einen Einblick in die Geschichte des Ortes. Ein „Militaria-Zimmer“ zeigt Exponate des 19. und 20. Jahrhunderts, außerdem wird vieles aus dem Bereich des bürgerlichen Wohnens und des Kunstgewerbes gezeigt. Im „Hochzeitszimmer“ werden heute noch standesamtliche Trauungen abgehalten. Es gibt eine komplett eingerichtete Schuhmacherwerkstatt sowie alte Schreibmaschinen, Mausefallen, Kruzifixe, Bibeln, Schmetterlinge und vieles mehr.